# Dominique Millet-Gérard
Pour les articles homonymes, voir Gérard et Millet.
Dominique Millet-Gérard, née Gérard le 26 mars 1954, est une critique littéraire et latiniste française.
Elle est professeure de littérature française à l'université Paris Sorbonne-Paris IV.

## Biographie
Ancienne élève de l'École normale supérieure de jeunes filles (promotion L1973), licenciée en philosophie, diplômée de russe à Langues O, agrégée de lettres classiques et d'anglais, docteur ès études latines (1981), docteur d'État en littérature comparée (1987), elle s'est spécialisée dans les relations entre la littérature et la spiritualité. Ses travaux sur Paul Claudel, entre autres, font figure de référence.
Elle a édité la Correspondance de Paul Claudel avec les ecclésiastique de son temps (2 vol., éditions Honoré Champion, 2005 et 2008). Elle a également contribué à établir le recueil des essais de Paul Claudel sur la Bible, Le Poëte et la Bible (2 vol., Gallimard, 1998 et 2004).
Elle est membre du conseil d'administration de la Société Paul-Claudel.
En 2019, elle signe une lettre ouverte aux évêques catholiques, accusant le pape François d'« hérésie ».

## Publications

### Essais
- Anima et la Sagesse. Pour une poétique  comparée  de l'exégèse  claudélienne, Lethielleux, 1990
- Formes  baroques  dans  Le Soulier de satin. Etude  d'esthétique  spirituelle,  Champion, 1997.
- Claudel thomiste ? , H. Champion, 1999.
- Paul Claudel, La Beauté et l'Arrière-Beauté, Sedes,2000.
- Le Chant initiatique - Esthétique et spiritualité de la Bucolique, Ad Solem, 2000
- La Prose transfigurée. Vingt articles  en hommage à Paul Claudel, P. U. Paris-Sorbonne, 2005.
- Le Cœur et le Cri. Variations sur l'héroïde et l'amour épistolaire, éditions Honoré Champion, 2004
- Tête d'or : le chant de l'origine, Presses de l'Université Paris-Sorbonne, 2011
- Le Signe et le Sceau. Variations littéraires sur Le Cantique des Cantiques, Droz, 2010
- Paul Claudel et les pères de l'Église, Champion, 2016
- Le  Tigre et le  Chat  gris. Vingt  études  sur  Léon Bloy et Joris-Karl  Huysmans, Classiques  Garnier, 2017.
- Le Verbe et la Voix. Vingt-cinq études en hommage à Paul Claudel, Paris, Classiques Garnier, 2018  (ISBN 978-2-406-08174-6).
- Études d'esthétique théologique et comparée sur la littérature européenne, Honoré Champion, 2020  (ISBN 978-2-7453-5419-8).

### Éditions de textes
- Huysmans, En route, Gallimard, "Folio", 1996
- Claudel, Le Poëte et la Bible, 2 volumes, Gallimard, 1998 et 2004, en  collaboration avec Michel Malicet et Xavier Tilliette
- Correspondance de Paul Claudel avec les ecclésiastiques   de son temps", 3 volumes,  Champion, 2005 et 2008.
- Correspondance Claudel / Massignon, Gallimard, 2012
- Huysmans, La  Cathédrale, Gallimard, "Folio classique", 2017.

### Traduction
- Guillaume V Durand (trad. du latin), "Le Sens  spirituel de la liturgie" (Livre IV  du Rationale  Divinorum Officiorum), Ad Solem, 2003.

### Participation à des ouvrages collectifs
- Voir Tête d'or, Dominique Millet-Gérard et José-Luis Diaz, Presses de l'Université Paris-Sorbonne, 2006
- Le Lumineux Abîme du Cantique des cantiques, par Catherine Chalier, Jean-Louis Chrétien, Ruedi Imbach et Dominique Millet-Gérard, éd. Parole et Silence, 2008
- Bernanos, un sacerdoce de l'écriture, Via Romana, 2009

### Articles
Plus de 250 articles publiés  en France et à l'étranger  concernant  Claudel, Huysmans, Bloy, la littérature catholique entre 1850 et 1950, des questions de littérature comparée (traduction, continuité de la tradition latine dans la littérature moderne, etc).

## Prix
- Grand prix de l'Académie de Languedoc 2010[8]